# Bòrda de Matèla
La Bòrda de Matèla és un monument del municipi de Bausen (Vall d'Aran) inclòs en l'Inventari del Patrimoni Arquitectònic de Catalunya.

## Descripció
La borda de Màtèla, una mica més avall de la Bòrda de Marianna, és de similars característiques. Bòrda de "tet de palha" que aprofita el penedís del terreny a fi d'integrar a peu pla l'estable i el paller en el pis superior. La façana de doble vessant, però, ha estat restaurada en la seva meitat amb uralita. L'estructura rectangular, obra de paredat amb canonades travades, suporta una "charpanta" constituïda bàsicament per les "sabatères" damunt dels murs, les "vrentières" a mitjana alçada, i els "cabirons" perpendiculars que conflueixen en la bisca, en el vèrtes: damunt d'aquestes les "lates" conformen l'estructura reticular que permet lligar les garbes de palla. En la "capièra" les garbes de palla anaven reforçades amb dues files "estertères" per banda. Com és usual la façana principal es disposa paral·lela a la "capièra" cercant la zona més protegida, amb la porta d'accés a l'estable que ocupa tota la planta baixa, i una petita finestra. La planta superior és destinada a paller, amb la porta d'accés exterior gairebé a peu pla i, en l'altre extrem, la part superior del "penalèr" for resolta amb taules de fusta a fi de facilitar la ventilació i l'assecat de l'herba.

## Història
Arran de l'incendi que patí el poble de Bausen 1787 són diverses notícies que ens han arribat prohibint les teulades de palla. Çò de Matèla està relacionada també amb el clan dels Amiell que dirigí la vida de Bausen des d'èpoques reculades. Així l'any 1611 trobem esment de Joan Amiell de Matèla.